# Vườn quốc gia Pyrénées

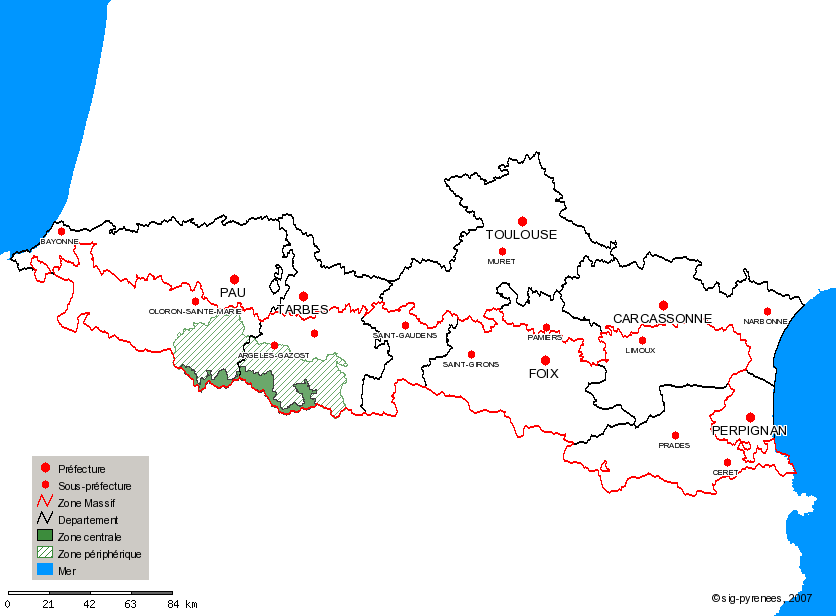
Địa điểm Vườn quốc gia Pyrénées: màu đỏ, khu núi pyrénées, màu xanh thẫm, khu trung tâm vườn, và màu xanh gạch là khu ngoại vi.

Vườn quốc gia Pyrénées (Phì Nhiêu, tiếng Pháp: Parc National des Pyrénées) là 1 vườn quốc gia ở miền nam Pháp nằm trong tỉnh Hautes-Pyrénées (vùng Occitanie)và tỉnh Pyrénées-Atlantiques (vùng Nouvelle-Aquitaine), kề bên Vườn quốc gia Ordesa y Monte Perdido của Tây Ban Nha ở bên kia biên giới, cũng như Khu bảo tồn thiên nhiên Néouvielle ở phía đông. Phần phía đông của vườn quốc gia này làm thành khu vực của Pháp trực thuộc khu Di sản thế giới Pyrénées-Mont Perdu (gồm phần phía đông của vườn quốc gia Pyrénées của Pháp và vườn quốc gia Ordesa y Monte Perdido của Tây Ban Nha ở phía bên kia biên giới).

## Địa lý
Vườn quốc gia Pyrénées được thành lập năm 1968, có diện tích là 45.707 ha, kéo dài từ khu thượng thung lũng Aspe ở phía tây tới khu thượng thung lũng Aure ở phía đông. 60% diện tích của vườn nằm trong tỉnh Hautes-Pyrénées. Vườn quốc gia Pyrénées thông trên 100 km với Vườn quốc gia Ordesa y Monte Perdido của Tây Ban Nha ở bên kia biên giới, và thông với các khu bảo tồn thiên nhiên, như Khu bảo tồn thiên nhiên Néouvielle (2.313 ha). Một vùng ngoại vi rộng 206.352 ha bao gồm 86 thị xã hoặc xã.
Vườn quốc gia Pyrénées có 230 hồ ở độ cao và các ngọn núi cao nhất của dãy núi Pyrénées thuộc Pháp cũng ở trong khu vườn này.
Vườn này cung cấp nhiều hoạt động ngoài trời như đi bộ đường dài, trượt tuyết, leo núi và quan sát cuộc sống của các động vật hoang.

## Hệ động vật và thực vật

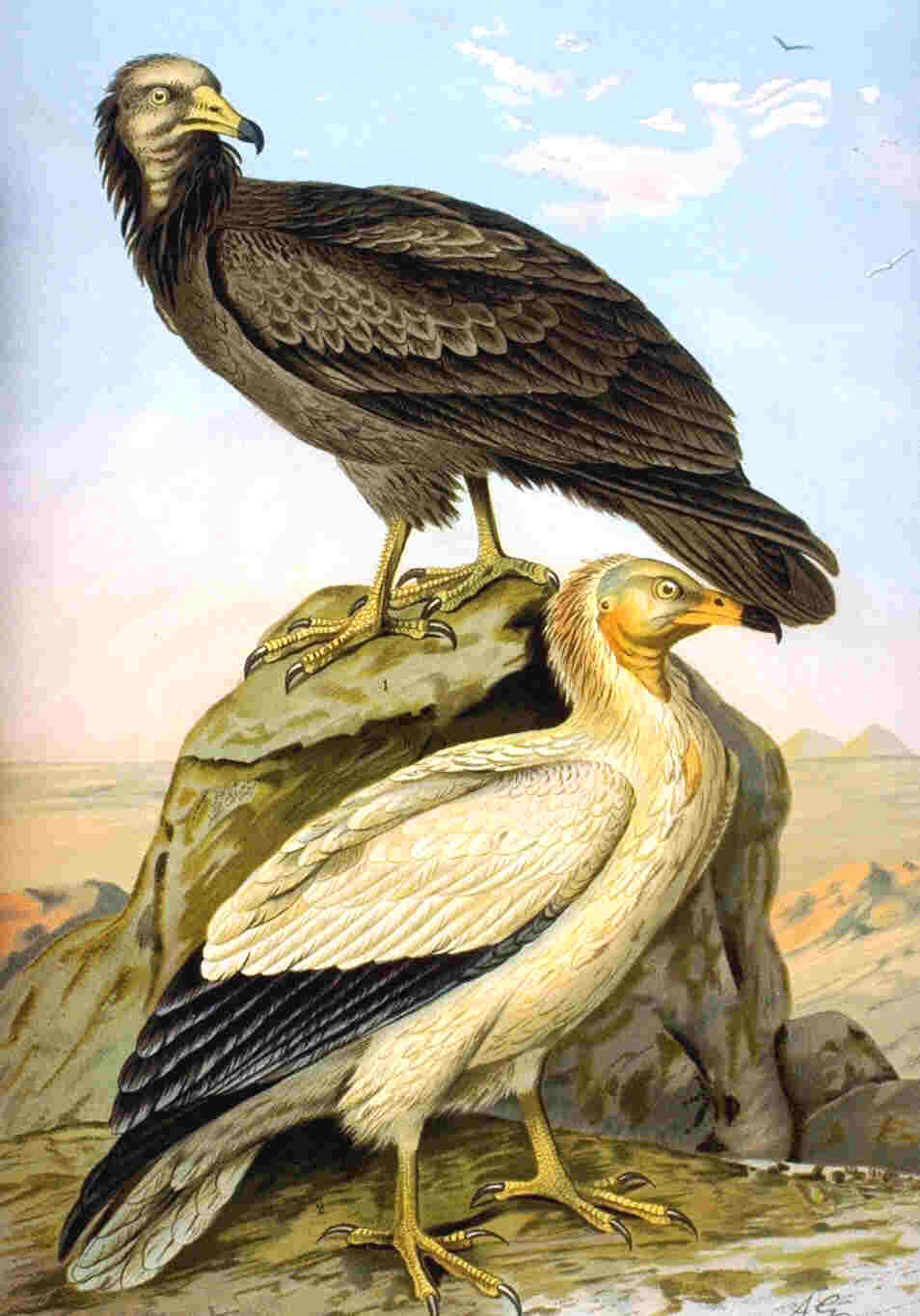
Chim kền kền cánh đen

Vườn quốc gia Pyrénées có hệ thực vật đa dạng gồm 150 loài thực vật (trong đó 12% là loài đặc hữu).
Về động vật, vườn có khoảng 1.000 loài sâu bọ cánh cứng, 300 loài sâu bọ cánh vảy (cánh phấn), các sơn dương vùng Pyrénées (biểu tượng của vườn), nhiều loài chim săn mồi bị đe dọa tuyệt diệt cũng như các chim diều râu (gypaètes), các chim kền kền cánh đen, các chim đại bàng. số chim kền kền hoang và marmottes (đưa từ dãy núi Alpes tới) đang tăng nhanh. Vườn cũng có 1 loài động vật có vú sống dưới nước duy nhất trên thế giới, con chuột chũi desman vùng Pyrénées, hầu như không thể quan sát trực tiếp được. Cũng có các linh miêu, các con cầy đốm (genettes) và cá con gấu nâu dòng Pyrénée (Ursus arctos arctos).
Các gấu nâu cuối cùng này (các con đực) sống ở các thung lũng Aspe và thung lũng Ossau. Ở vùng trung Pyrénées có ba con gấu Slovenia được đưa vào - hai con cái trong năm 1996 và một con đực năm 1997 - đã quen với khí hậu vùng này, không kể việc mất một con gấu có con theo sau bị 1 thợ săn giết chết năm 1997. Tóm lại, vườn có 1 hệ động vật khá đa dạng.
Vườn quốc gia này không có các hàng rào chắn, nơi các động vật hoang dã hoàn toàn tự do.